# Ringarums församling

Församlingens vapen sedan 1997

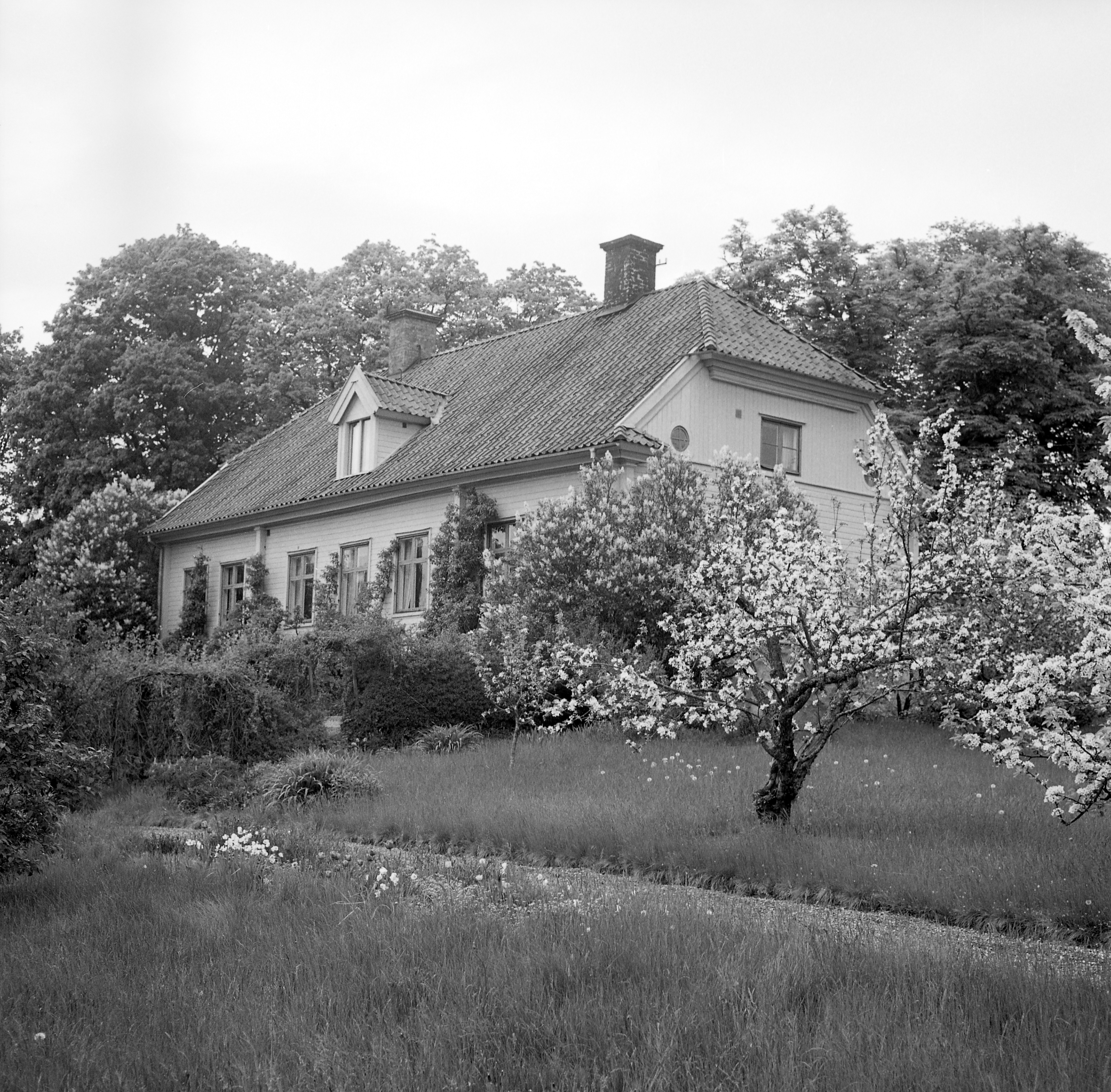
Ringarums prästgård

Ringarums församling är en församling i Linköpings stift inom Svenska kyrkan. Församlingen ingår i Valdemarsvik-Ringarums pastorat.
Församlingen ligger i Valdemarsviks kommun i Östergötlands län.

## Administrativ historik
Församlingen har medeltida ursprung. Från 1930 till 1985 var församlingen uppdelad i två kyrkobokföringsdistrikt: Ringarums kbfd (till 1970 053501, från 1971 056302) och Gusums kbfd (till 1970 053502, från 1971 056303). 
1 maj 1919 utbröts Valdemarsviks församling. Församlingen utgjorde till 2012 ett eget pastorat. Från 2012 ingår församlingen i Valdemarsvik-Ringarums pastorat.

## Kyrkoherdar
| Ämbetstid | Namn                               | Levnadstid | Övrigt                                      |
| --------- | ---------------------------------- | ---------- | ------------------------------------------- |
| 1552-1616 | Canutus Joannis Trelogius (Trälod) | 1515-1616  |                                             |
| 1617-1640 | Petrus Magni (Smolandus)           | 1553-1643  |                                             |
| 1640-1642 | Jonas Petri (Norcopensis)          | 1589-1642  |                                             |
| 1643-1668 | Carolus Svenonis                   | 1598-1668  |                                             |
| 1668-1669 | Andreas Klase                      | 1612-1669  |                                             |
| 1617-1702 | Andreas Hellman                    | 1634-1702  |                                             |
| 1704-1722 | Sveno Engius                       | 1651-1722  |                                             |
| 1724-1748 | Haqvinus Björling                  | 1668-1748  |                                             |
| 1749-1756 | Jonas Lichfeldt                    | 1705-1756  |                                             |
| 1759      | Carl Birgersson                    | 1698-1759  |                                             |
| 1762-1770 | Lars Petersson                     | 1723-1784  | Kyrkoherde och kontraktsprost               |
| 1771-1773 | Nils Wiesendorff                   | 1717-1773  |                                             |
| 1775-1813 | Magnus Roselius                    | 1724-1813  |                                             |
| 1816-1838 | Per Anders Stenkula                | 1777-1838  |                                             |
| 1841-1856 | Jakob Fredrik Arvedson             | 1795-1856  |                                             |
| 1857-1881 | Anders Martin Wilhelm Stenkula     | 1800-1881  |                                             |
| 1886-1901 | Johan August Annell                | 1843-1901  |                                             |
| 1903-1909 | Johan Axel Hallberg                | 1852-1922  | Senare kyrkoherde i Flisby församling.      |
| 1909-1931 | Olof Richard Lindhé                | 1853-1946  |                                             |
| 1932-1960 | Baltzar Jennes                     | 1892-1962  | Kontraktsprost i Hammarkinds kontrakt 1949. |
| 1960-1978 | Nils-Erik Åbom                     | 1913-1993  |                                             |
| 1978–1984 | Hans Eric Comét                    | 1926–      | [ 8 ]                                       |

### Komministrar
Komministrarna bodde från början på Holmberga. Från 1 oktober 1892 bodde de på Gusums bruk. Mellan 1673 och 1688 fanns ingen komminister i församlingen.
| Ämbetstid | Namn                       | Levnadstid | Övrigt                                      |
| --------- | -------------------------- | ---------- | ------------------------------------------- |
| 1583–1617 | Petrus Magni (Smolandus)   | 1553–1643  | Senare kyrkoherde i församlingen.           |
| 1620–1640 | Jonas Petri (Norcopensis)  | 1589–1642  | Senare kyrkoherde i församlingen.           |
| 1640–1643 | Carolus Svenonis (Ydraeus) | 1598–1668  | Senare kyrkoherde i församlingen.           |
| 1654–1668 | Andreas Klase              | 1612-1669  | Senare kyrkoherde i församlingen.           |
| 1668-1673 | Elias Regnerns             | -1673      |                                             |
| 1688–1704 | Sveno Engius               | 1651-1722  | Senare kyrkoherde i församlingen.           |
| 1704–1722 | Haqvinus Björling          | 1668-1748  | Senare kyrkoherde i församlingen.           |
| 1723–1740 | Olof Rydbeck               | 1690–1762  | Senare kyrkoherde i Östra Hargs församling. |
| 1741-1746 | Nils Idberg                | 1701-1746  |                                             |
| 1749-1763 | Nils Hammarvik             | 1708-1763  |                                             |
| 1764-1776 | Magnus Månsson Sjöberg     | 1722-1776  |                                             |
| 1777-1819 | Eric Landerstedt           | 1736-1819  |                                             |
| 1821-1859 | Johan Edvard Landerstedt   | 1779-1859  |                                             |
| 1860      | Swen Alfred Lindblom       |            | Senare kyrkoherde i Rappestads församling.  |
| 1873      | Adolf Henning Rosenqvist   |            | Senare kyrkoherde i Södra Vi församling.    |
| 1883      | Ernst Richard Peterson     |            | Senare kyrkoherde i Skärkinds församling.   |
| 1888      | Olof Richard Lindhé        |            | Senare kyrkoherde i församlingen.           |
| 1910-     | Sven Björkdahl             | 1863-1923  |                                             |
| 1923–1940 | Ernst Konrad Östling       | 1867–1945  | [ 6 ]                                       |
| 1942–1947 | Torvald Ribbner            | 1910–1995  | [ 7 ]                                       |

### Brukspredikanter
Lista över brukspredikanter vid Gusums bruk.
| Ämbetstid      | Namn                           | Levnadstid | Övrigt                                         |
| -------------- | ------------------------------ | ---------- | ---------------------------------------------- |
| Petrus Enaerus | 1628-1704                      |            |                                                |
| 1705-1741      | Andreas Johannis Törnstrand    | 1677-1748  |                                                |
| 1741-1743      | Johan Regnér                   | 1713-1743  |                                                |
| 1744           | Carl Noberg                    |            | Senare kyrkoherde i Å församling.              |
| 1760           | Magnus Tollin                  |            | Senare kyrkoherde i Å församling.              |
| 1767-1777      | Johan Rydelius                 | 1721-1777  |                                                |
| 1777           | Samuel Wigius                  |            | Senare kyrkoherde i Gryts församling.          |
| 1795           | Anders Hagert                  |            | Senare kyrkoherde i Linderås församling.       |
| 1808-1812      | Per Christopher Strömert       | 1780-1812  |                                                |
| 1813           | Theodor Hammer                 |            | Senare komminister i Varvs församling.         |
| 1819           | Johan Erik Becker              |            | Senare komminister i Östra Ny församling.      |
| 1837           | Johan Almén                    |            | Senare kyrkoherde i Grebo församling.          |
| 1854           | Julius Molander                |            | Senare komminister i Kaga församling.          |
| 1855           | Per Victor Åberg               |            | Senare kyrkoherde i Ukna församling.           |
| 1860           | Gustaf Leonard Lundqvist       |            | Senare kyrkoherde i Skällviks församling.      |
| 1870           | Lars Herman Kinnander          |            | Senare kyrkoherde i Östra Skrukeby församling. |
| 1875           | Nikolaus Leonard Andersson     |            | Senare kyrkoherde i Östra Skrukeby församling. |
| 1879           | Theodor Svante Ekman           |            | Senare kyrkoherde i Risinge församling.        |
| 1879           | Gustaf Viktor Gustafsson       |            | Senare kyrkoherde i Gryts församling.          |
| 1880           | Gustaf Wetter                  |            | Senare komminister i Hannäs församling.        |
| 1884-1886      | Carl Henning Frithiof Dahlberg |            | Senare kyrkoherde i Vikingstads församling.    |

#### Skolmästare
På Gusums bruk fanns i slutet av 1600-talet en skola. I skolan undervisades barnen på bruket.
| Ämbetstid | Namn                | Levnadstid | Övrigt |
| --------- | ------------------- | ---------- | ------ |
| 1690-1700 | Jonas Fastbom       | 1668-1709  |        |
| 1700-1731 | Amund Rising        | 1667-1731  |        |
| 1772      | Carl Fredric Agulin |            |        |

### Präster vid Valdemarsvik
Valdemarsviks kyrka byggdes 1875-1876 och invigdes 1877. Befattningen till kyrkan inrättades 12 maj 1892. Kyrkan blev ett eget pastorat år 1919.
| Ämbetstid | Namn                        | Levnadstid | Övrigt                                     |
| --------- | --------------------------- | ---------- | ------------------------------------------ |
| 1893      | Nils Cnattingius            |            | Senare komminister i Landeryds församling. |
| 1894      | Emil Leonard Frölinder      |            | Senare kyrkoherde i Stora Åby församling.  |
| 1895      | Gustaf Oskar Lundborg       |            | Senare kyrkoherde i Bankekinds församling. |
| 1899      | Nils Johan Nathanael Andrae |            | Senare komminister i Locknevi församling.  |
| 1903      | Karl August Sundin          |            | Senare kyrkoherde i Gärdserums församling. |
| 1904-1907 | Karl Gustaf Emil Lagerlund  | 1866-1911  |                                            |
| 1907      | Anton Julius Hedin          |            | Senare komminister i Ljungs församling.    |
| 1910-1911 | Sven Björkdahl              |            | Senare komminister i församlingen.         |
| 1911-1916 | Otto Nathanaël Fagerlin     |            | Senare komminister i Hannäs församling.    |
| 1916-1918 | Joel Sigfrid Johansson      | 1886-      |                                            |
| 1918      | Sven Björkdahl              |            | Senare komminister i församlingen.         |
| 1918      | Axel Jenner                 | 1885-      |                                            |

### Huspredikanter
Huspredikanter på Fyllingarum.
| Ämbetstid | Namn             | Levnadstid | Övrigt                                       |
| --------- | ---------------- | ---------- | -------------------------------------------- |
| 1601      | Isaacus Erici    |            | Senare kyrkoherde i Östra Stenby församling. |
| 1611      | Johannes Phoenix |            | Senare kyrkoherde i Målilla församling.      |
| 1661      | Petrus Enaerus   |            | Senare brukspredikant på Gusums bruk.        |
| 1739      | Eric Maurin      |            | Senare komminister i Västerviks församling.  |

## Klockare och organister
| Ämbetstid | Namn                  | Levnadstid | Övrigt                |
| --------- | --------------------- | ---------- | --------------------- |
| 1684-1691 | Simon                 |            | Organist              |
| 1692-1694 | Oluf                  |            | Organist              |
| 1702-1703 | Lars Ingvaldsson      |            | Klockare              |
| 1702-1706 | Simon Segman          |            | Organist              |
| 1710-1712 | Johan Larsson         |            | Organist              |
| 1712      | Nils Johnsson         |            | Organist              |
| 1713-1716 | Erich Brandt          |            | Organist              |
| 1720-     | Oluf Månsson          |            | Organist              |
| 1739-1753 | Jonas                 |            | Organist              |
| 1758-1760 | Nils Jonsson          |            | Klockare              |
| 1764-1813 | Nils Hamarwall        | 1741-      | Organist och klockare |
| 1809-1817 | Magnus Appelstam      | 1769-1817  | Organist och klockare |
| 1818-1825 | Anders Jonsson        | 1788-1861  | Organist              |
| 1825-1828 | Per Kjellander        | 1789-1845  | Organist              |
| 1828-1833 | Nils Fredrik Strand   | 1809-      | Organist              |
| 1833-1847 | Anders Petter Halld'n | 1812-1881  | Organist              |
| 1853-1884 | Gustaf Dahlström      | 1810-1888  | Organist              |
| 1884-1892 | Anders Peter Broman   | 1826-      | Organist              |
| 2013-2018 | Marie Hallingfors     |            | Kantor                |

## Församlingens kyrkor
- Ringarums kyrka
- Gusums kyrka